# Jurij Gidzenko
Jurij Pavlovič Gidzenko (rusky Юрий Павлович Гидзенко, * 26. března 1962 v Jelaněci, Nikolajevská oblast, Ukrajinská SSR) byl původně vojenský letec. Od října 1987 do ledna 2004 byl sovětský, po rozpadu Sovětského svazu ruský kosmonaut, člen oddílu kosmonautů Střediska přípravy kosmonautů J. A. Gagarina. Absolvoval půlroční kosmický let na vesmírnou stanici Mir v letech 1995/96 ve 20. základní expedici, pětiměsíční let na Mezinárodní vesmírnou stanici (ISS) na přelomu let 2000/01 jako člen Expedice 1 a krátkou návštěvu na ISS roku 2002 ve 3. návštěvní expedici. Ve vesmíru strávil celkem 330 dní.

## Život

### Voják
Jurij Gidzenko je ukrajinské národnosti, narodil se v učitelské rodině žijící ve vesnici Jelaněc v Nikolajevské oblasti na Ukrajině. Po ukončení střední školy vystudoval Charkovskou vojenskou vysokou leteckou školu S. I. Gricevca, poté od roku 1983 sloužil v sovětském vojenském letectvu v Moldávii (119. stíhací letecká divize v Tiraspolu).

### Kosmonaut
V druhé polovině osmdesátých let prošel výběrem vojenského letectva na post kosmonauta. V tomto (8.) náboru do oddílu Střediska přípravy kosmonautů (CPK) bylo mezi kosmonauty vybráno pět vojenských letců, z toho, pozoruhodně, čtyři sloužící v tiraspolské 119. stíhací letecké divizi (ještě Děžurov, Malenčenko a Ciblijev). Dne 26. března 1987 byl státní meziresortní komisí doporučen na místo kosmonauta CPK. Dne 6. října 1987 byl rozkazem hlavního velitele letectva zařazen do oddílu kosmonautů CPK. Absolvoval dvouletou všeobecnou kosmickou přípravu, 21. července 1989 mu byla přiznána kvalifikace „zkušební kosmonaut“ a začal se připravovat na let na Mir.
Roku 1994 absolvoval Moskevskou státní univerzitu geodézie a kartografie, obor výzkum přírodních zdrojů.
V srpnu – říjnu 1994 se připravoval jako velitel záložní posádky 17. základní expedice na stanici Mir, se Sergejem Avdějevem a kosmonautem ESA Pedrem Duquem. Od prosince 1994 s Avdějevem (od dubna 1995 ještě s Thomasem Reiterem) tvořil hlavní posádku 20. základní expedice na Mir.

#### První let
Sojuz TM-22 s posádkou Gidzenko, Avdějev, Reiter odstartoval z Bajkonuru 3. září 1995. Členové nové základní posádky převzali stanici od stávajícího osazenstva (EO-19), které 11. září odletělo domů. Všichni tři zůstali na stanici do února následujícího roku, věnovali se údržbě stanice a vědecké práci. V listopadu přijali návštěvu amerického raketoplánu Atlantis (let STS-74). V únoru 1996 předali stanici 21. základní expedici (Jurij Onufrijenko, Jurij Usačov) a 29. února 1996 přistáli na Zemi po 179 dnech 1 hodině a 42 minutách pobytu ve vesmíru.

#### Druhý let
V srpnu 1996 byl jmenován velitelem hlavní posádky 24. základní expedice na Mir, ale už o dva měsíce později byl převeden na program letů na Mezinárodní vesmírnou stanici (ISS) jako člen Expedice 1.
K druhému letu vzlétl v Sojuzu TM-31 z Bajkonuru 31. října 2000. Dne 2. listopadu 2000 se Sojuz spojil se stanicí a členové Expedice 1 – William Shepherd, Gidzenko a Sergej Krikaljov – zahájili trvalé obydlení ISS. Začátkem prosince přijali návštěvu amerického raketoplánu Endeavour (let STS-97) a v únoru 2001 Atlantis (let STS-98). V březnu 2001 je v raketoplánu Discovery (let STS-102) přiletěli vystřídat Jurij Usačov, Susan Helmsová a James Voss z Expedice 2. Posádka Expedice 1 přistála na palubě Discovery 21. března 2001 po 140 dnech, 23 hodinách a 40 minutách letu.

#### Třetí let
Od srpna 2001 se připravoval ve funkci velitele 3. návštěvní expedice ISS, s italským astronautem ESA Roberto Vittorim a americkým vesmírným turistou Markem Shuttleworthem. Do vesmíru odstartovali na palubě Sojuzu TM-34 dne 25. dubna 2002. Po týdnu stráveném na ISS se vrátili v Sojuzu TM-33. Přistáli 5. května po letu trvajícím 9 dní, 21 hodin a 25 minut.

### Odchod z oddílu kosmonautů
V lednu 2004 Gidzenko opustil oddíl kosmonautů, poté co byl v prosinci 2003 jmenován náčelníkem 3. správy CPK. Od září 2008 dočasně vykonává funkci 1. zástupce náčelníka CPK.
Gidzenko je ženatý, má dva syny.

## Řády a vyznamenání
- Hrdina Ruské federace (1. dubna 1996)
- Řád „Za vojenské zásluhy“ (2. března 2000)
- Řád „Za zásluhy před vlastí“ IV. stupně (5. dubna 2002), III. stupně (2. srpna 2004)

- Medaile NASA „Za vynikající veřejnou službu“ (2003)